# Aphis senecioradicis
Aphis senecioradicis är en insektsart som först beskrevs av David D. Gillette och Palmer 1929.  Aphis senecioradicis ingår i släktet Aphis och familjen långrörsbladlöss. Inga underarter finns listade i Catalogue of Life.